# AS Armée Nationale
AS Armée Nationale (arabisch الجمعية الرياضية للجيش الوطني الموريتاني, DMG al-Ǧamʿiyya ar-riyāḍiyya li-l-Ǧaiš al-Waṭanī al-Maurītānī) ist ein mauretanischer Fußballverein aus Tidjikja und spielt in der Ligue 1 Mauretanien.